# Vivica A. Fox
Pour les articles homonymes, voir Fox.
Vivica Anjanetta Fox est une actrice et productrice américaine née le 30 juillet 1964 à South Bend (Indiana). Elle commence sa carrière à la télévision où elle se fait remarquer grâce à la série Out All Night (1992-1993) qui l'oppose à Patti LaBelle.
Elle perce au cinéma à la fin des années 1990, et joue dans des productions plébiscitées comme Independence Day et Le Prix à payer. Il s'ensuit une multitude d'apparitions Batman et Robin, Soul Food, La Main qui tue, L'amour n'est qu'un jeu, RAP Connection et le salué Kill Bill : Volume 1.
Côté télévision, elle occupe des rôles principaux dans la sitcom Getting Personal (1998) et le drame médical City of Angels (2000). De 2003 à 2006, elle joue le rôle titre et produit la série policière Missing : Disparus sans laisser de trace, qui lui permet de remporter le NAACP Image Awards de la meilleure actrice dans une série télévisée dramatique. De 2012 à 2013, elle est l’un des premiers rôles de la sitcom Mr. Box Office.
Elle alterne, en enchaînant les films indépendants ou les téléfilms, comme en témoigne ses participations dans le parodique et remarqué Sharknado 2: The Second One (2014). Elle reprend d’ailleurs son rôle pour le dernier volet Sharknado 6: The Last Sharknado, It's About Time (2018).
A cette période, elle incarne le rôle récurrent de la sœur aînée du personnage joué par Taraji P. Henson dans la série télévisée musicale à succès, Empire.
Avec plus de 231 crédits, Fox a également produit un grand nombre de films sortis directement en vidéo. En 2016, elle renoue avec les hauteurs du box office pour Independence Day: Resurgence, mais aussi avec Arkansas en 2020 ou encore avec Bosco en 2024. En parallèle, elle prend aussi part à la production de nombreux unitaires dont elle occupe les premiers rôles et collabore notamment, de manière régulière, avec le réalisateur de télévision David DeCoteau.

## Biographie

### Enfance et formation
Elle est la fille d'Everlyena, une technicienne pharmaceutique et de William Fox, directeur d'une école privée. Elle a des origines afro-américaines et amérindienne. Ses parents déménagent dans la région d'Indianapolis, dans l'Indiana, peu de temps après sa naissance.
Fox est diplômée de l'Arlington High School à Indianapolis et du Golden West College à Hutington Beach, en Californie, d'un diplôme d'art associés en sciences sociales,,.

### Carrière

#### Les années 1980 et 1990
En 1988, elle commence sa carrière en apparaissant dans le soap opéra américain Des jours et des vies. Elle fait ses débuts au cinéma, l'année d'après, dans le rôle mineur d'une prostituée pour le drame Né un 4 juillet. Elle est supposée incarner le rôle principal de Living Dolls (une sitcom dérivée de Madame est servie), mais elle est finalement remplacée par Halle Berry. La même année, elle est engagée pour tenir un rôle durant deux épisodes de la série Générations.
Au début des années 1990, Fox commence à apparaître de manière régulière à la télévision et en primetime, comme dans Le Prince de Bel-Air, Beverly Hills 90210, La Vie de famille avant de tenir le rôle principal de  la sitcom Out All Night avec Patti LaBelle, de 1992 à 1993. En 1995, elle joue dans près de 20 épisodes du célèbre feuilleton Les Feux de l'amour. Cette même année, elle joue, pour son second film, dans la comédie écrite par les frères Wayans, Spoof Movie.
En 1996, elle accède à la notoriété à la suite de deux projets cinématographiques ambitieux qui la révèlent au grand public : Elle joue d'abord la petite amie du personnage incarné par Will Smith, dans le blockbuster de science fiction, Independence Day qui rencontre un succès colossal. Le film engendre plus de 800 millions de dollars à travers le monde. L'actrice est propulsée au rang de star, remarquée par la profession, son interprétation est saluée par un MTV Movie & TV Awards du meilleur baiser et une citation dans la catégorie Meilleure révélation lors de cette cérémonie. Elle est aussi élue Meilleure actrice par le magazine SciFi-Universe et nommée pour le Saturn Award de la meilleure actrice dans un second rôle.
Ensuite, elle séduit aux côtés de Jada Pinkett Smith, Queen Latifah et Kimberly Elise dans le film d'action Le Prix à payer. Réalisé par F. Gary Gray, cette production crée la surprise en remportant plus de 41 millions de dollars pour un budget de 9 millions.
En 1997, forte d'une nouvelle visibilité, elle est à l'affiche de trois films : Booty Call, une comédie romantique de Colombia Pictures avec Jamie Foxx; le film de super héros Batman et Robin, rentabilisé avec ses plus de 238 millions de dollars amassés mais qui reçoit un accueil critique catastrophique en étant, notamment, le grand vainqueur du nombre de nominations lors de la soirée parodique de remise de prix des Razzie Awards ; et la comédie dramatique remarquée Soul Foud. Pour ce dernier, l'actrice remporte le Black Film Awards de la meilleure actrice, elle décroche aussi sa première nomination pour un NAACP Image Awards et une nouvelle citation pour un MTV Movie & TV Awards. Cette même année, elle joue dans l'éphémère série Arsenio.
En 1998, Vivica A. Fox continue son ascension en jouant avec Halle Berry dans la comédie dramatique et musicale Why Do Fools Fall In Loveou elle incarne l'une des trois épouses du chanteur Frankie Lymon. Le film reçoit un accueil positif de la part de la critique et il est récompensé lors des ALMA Awards 1999. A la télévision, elle incarne le rôle principal de la sitcom Getting Personal qui lui permet de décrocher sa seconde nomination lors des Image Awards.
L'année suivante, elle joue les seconds rôles, d'abord dans le film qui mélange comédie et horreur, La Main qui tue, qui marque les débuts de Jessica Alba, ensuite dans le thriller Mrs. Tingle par Kevin Williamson avec Helen Mirren, Katie Holmes et Barry Watson.

#### Les années 2000

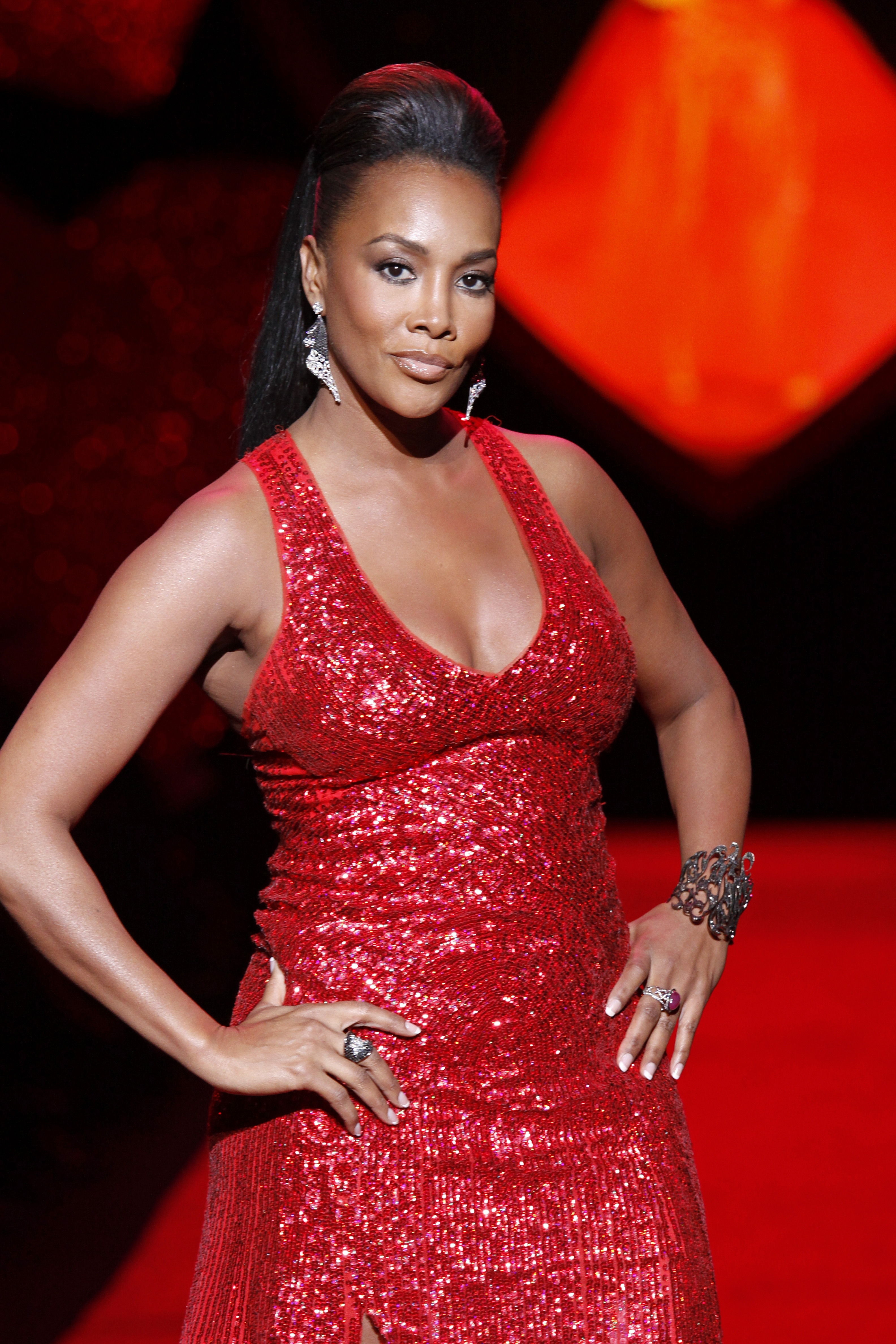
Lors du défilé The Heart Truth's Red Dress Collection, durant la Fashion Week de New York, en 2009.

En 2000, elle incarne pendant une saison, le rôle principal du drama médical City of Angels aux côtés de Blair Underwood. En 2001, elle est à l'affiche de trois longs métrages : Kingdom Come, une comédie dramatique avec LL Cool J, Jada Pinkett Smith et Whoopi Goldberg ; elle occupe le premier rôle de la romance L'amour n'est qu'un jeu puis joue un rôle de soutien dans la comédie dramatique La Gardienne des secrets.
En 2002, elle côtoie Miguel A. Núñez, Jr. et Cuba Gooding Jr. pour la comédie Boat Trip. Cette année-là, Halle Berry lui rend hommage lors de son discours de remerciement, à la suite de son Oscar de la meilleure actrice, faisant partie des quelques rares actrice afro-américaines reconnues par la profession, à cette époque. Elle joue également la sœur de Damon Wayans dans la sitcom familiale Ma famille d'abord.
Ses différentes interprétations permettent à l'actrice de recevoir une nouvelle vague de nominations lors de cérémonies de remises de prix (BET Awards, Black Reel Awards et NAACP Image Awards).
En 2003, elle est choisie par Quentin Tarantino pour un second rôle dans le diptyque Kill Bill : Volume 1 / Volume 2. Elle incarne Vernita Green, alias Copperhead. Le film est un franc succès critique et public,. Ce rôle est considéré comme l’un des plus marquants de sa carrière. Il permet à Vivica d'être nommée, à nouveau, pour le BET Awards de la meilleure actrice, en 2004, ainsi que le Black Reel Awards de la meilleure actrice dans un second rôle, en 2005.
Entre 2003 et 2006, elle incarne l'agent spécial du FBI, Nicole Scott et coproduit la série dramatique de crime, Missing : Disparus sans laisser de trace. Une prestation saluée qui lui permet de remporter le NAACP Image Awards de la meilleure actrice dans une série télévisée dramatique, en 2006.
Au début des années 2000, elle produit et joue dans de nombreux films de séries B comme Motives, The Salon, Getting Played et Three Can Play That Game.
Elle participe à la troisième saison de l'émission de télévision, Dancing with the Stars avec Nick Kosovich comme partenaire de danse. Ils sont éliminés après quatre semaines de compétition
De 2007 à 2009, elle joue un rôle récurrent dans la série comique du réseau HBO, Larry et son nombril. En 2008, elle reçoit un Image Award lors du LA Femme International Film Festival, pour l'ensemble de sa carrière. La même année, elle produit sa propre émission de télé réalité, en huit épisodes.
Fox multiplie aussi les rôles de soutien dans des films comme Ella au pays enchanté (2004) avec Anne Hathaway, The Hard Corps (2006) aux côtés de Jean-Claude Van Damme, Kickin 'It Old Skool (2007) avec Jamie Kennedy et Blonde et dangereuse (2008) avec Jessica Simpson. Elle intervient régulièrement à la télévision dans de nombreux téléfilms et travaille souvent avec des réalisateurs comme Kevin Connor et David DeCoteau. Elle apparaît régulièrement dans de nombreuses séries télévisées, le temps d'un épisode comme dans New York, police judiciaire (2008) ou encore Pour le meilleur et le pire (2009).

#### Les années 2010

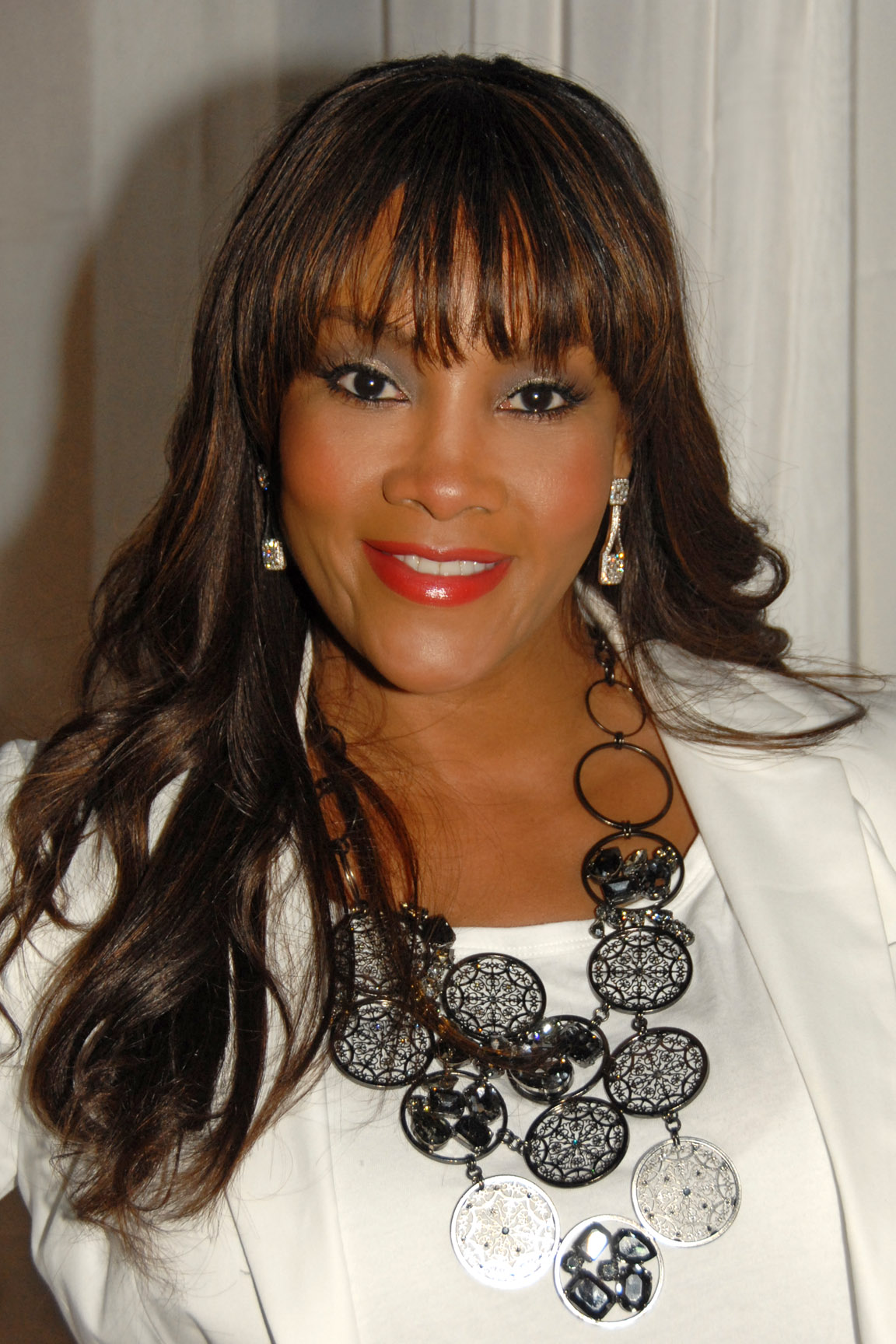
L'actrice à Los Angeles, en 2010.

Elle continue d'apparaître régulièrement dans de nombreuses séries télévisées, comme Drop Dead Diva (2010), Melissa and Joey (2011), Raising Hope et Femmes fatales (2012) et bien d'autres. En 2011, elle obtient un rôle majeur dans le téléfilm à succès Mademoiselle Noël.
De 2012 à 2013, se démarque un rôle principal lorsqu’elle joue dans la série comique Mr. Box Office avec Essence Atkins, diffusée sur le réseau The CW Television Network pendant deux saisons. En 2012, elle s'illustre dans le film Black November, aux côtés de Mickey Rourke, Kim Basinger, Wyclef Jean et Akon. En 2013, elle prête sa voix au téléfilm d'animation Scooby-Doo et le Fantôme de l'Opéra, qui est acclamé par la critique et est un succès d'audience.  Le 1er Octobre de cette année, elle obtient l'un des rôles principaux du film La Magie de Noël, aux côtés de l'acteur légendaire Eric Roberts.
En 2014, elle participe au téléfilm parodique et remarqué Sharknado 2: The Second One,. La même année, elle est en tête d'affiche du film d'action au casting exclusivement féminin Mercenaries, aux côtés de Zoë Bell, Kristanna Loken et Brigitte Nielsen, qui obtient d'excellentes critiques.
Depuis 2015, elle incarne, de manière régulière, la grande sœur de Taraji P. Henson dans l'acclamée série Empire.  Il s'agit d'un drame musical, qui raconte l'histoire d'une famille dans le milieu de l'industrie du hip hop. La série fait ses débuts à l'antenne, en 2015, elle reçoit une pluie de critiques positives et le succès commercial est important. La série est numéro un sur les 18-49 ans, cible très prisée des diffuseurs, elle est regardée par près de 75 % des femmes afro américaines. La musique est produite par le rappeur, chanteur et producteur à succès Timbaland et de nombreuses guest viennent renforcer les rangs de son casting et ainsi accroître sa visibilité. Toujours la même année, elle est l'une des actrices principales du film indépendent Les chaussures magiques, aux côtés de Eric Roberts, John Wesley Shipp et David Deluise, qui est acclamé par la critique,.

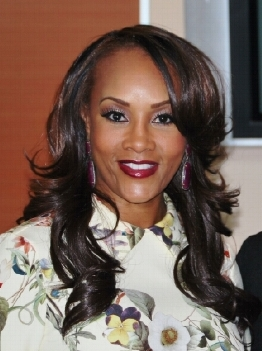
Photographiée en 2015.

En 2016, elle apparait dans le film indépendant familial dramatique Gibby, un amour de singe, qui obtient d'excellentes critiques et qui est directement diffusé en France sur la chaine Gulli. En cette même année, elle retrouve le rôle qui la révélée au grand public, celui de Jasmine Dubrow, pour Independence Day: Resurgence. Le film est un succès au box office, avec des recettes avoisinant les 390 millions de dollars. L'ensemble du casting est d'ailleurs récompensé par le CinemaCon Awards de la meilleure distribution.
En 2017, elle revient dans le film Chocolate City : Vegas Strip aux côtés de Ginuwine, Michael Jai White et Melanie Brown qui est disponible dès le 12 aout 2017 sur Netflix,,. Dans un même temps, elle participe à la franchise American Girls, en apparaissant dans le 6e opus American Girls 6 : Confrontation mondiale. Le 8 octobre 2017, le téléfilm Bobbi Kristina, qui dévoile la vie de la fille de Whitney Houston dont elle est la vedette, est diffusé aux États-Unis,. Le 13 novembre 2017, le téléfilm Un mari en cadeau de noël, dont elle est la vedette et comprenant également Eric Roberts, mais aussi Jackée Harry, est diffusé sur M6.
En 2018, elle lance sa seconde émission de téléréalité, Vivica’s Black Magic diffusée sur le réseau Lifetime mais rapidement annulée à la suite de retours négatifs et d'audiences en berne. Un peu plus tard, elle reprend le rôle de Skye dans le téléfilm à succès Sharknado 6: The last sharknado, it's about time. Toujours en 2018, elle partage également l'affiche de deux téléfilms de noel à succès dont Un Noël à croquer et Marions-nous à Noël !.
En 2019, elle devient la première actrice afro américaine à incarner le président des États-Unis, pour les besoins du film de science-fiction Crossbreed dont la sortie est prévue pour le 5 février 2019 aux Etats-Unis,. En parallèle, la FOX annonce le renouvellement d'Empire pour une sixième et dernière saison, malgré de très bonnes audiences, la série étant le second programme le plus regardé du réseau. Elle est également à l'affiche du téléfilm de Noël Trouver l’amour à Noël, aux côtés de Dorian Gregory, réalisé par David DeCoteau et qui est diffusé le 27 décembre 2019 sur M6 à 14h,.

#### Les années 2020
Le 15 mars 2020 aux Etats-Unis, elle est l'un des rôles principaux du film Arkansas, aux côtés de Liam Hemsworth, John Malkovich et Vince Vaughn. Le même jour, le film L'amour au bout de la route sort en vod. Plus tard, elle est à l'affiche du thriller True To The Game 2: Gena's Story, qui comprend en vedettes Tamar Braxton, Faith Evans ou encore Lil Mama. Le 12 mai 2020 aux Etats-Unis, elle est présente dans le film de courses-poursuites Drive Or Die. Le 14 Mai 2020, elle est l'une des vedettes principales du film A Beautiful Distraction, aux côtés d’Adrian Paul. En parallèle, elle poursuit ses nombreuses collaborations avec le réalisateur de télévision David DeCoteau, tenant le rôle titre de plusieurs  unitaires et enfilant aussi la casquette de productrice. En fin de cette année, elle s’illustre également dans le téléfilm Joy & Hope.
En 2021, elle prend part au film dramatique indépendant Secret Society, qui obtient de bonnes critiques. Dans un même temps, elle s'érige en tant qu'actrice principale du film d'horreur Aquarium of the Dead. Elle est aussi présente au casting de la série 12 to Midnight.
En 2022, elle est dans le thriller Secret Society 2. Elle tient tête à Tom Arnold et Elisabeth Röhm dans le drame A Marriage Made In Heaven. Elle est en tête d’affiche de Bobcat Moretti avec le rappeur Coolio, qui reçoit d’excellentes critiques. Elle s’illustre aussi dans le téléfilm de noël A Cozy Christmas Inn, ayant pour co-vedette Jodie Sweetin. Elle poursuit dans le registre des téléfilms de noël avec Holiday Hideaway, mais aussi via Dognapped : Hound for the Holidays. Elle obtient un rôle dans le téléfilm de Noël événement A New Diva's Christmas Carol, aux côtés de Ashanti et de Mel B. Elle finalise l’année avec sa participation au récit policier Twisted Vines, qui obtient de nombreuses récompenses dans le monde.
Le 5 Octobre 2023, elle dirige le téléfilm First Lady of BMF: The Tonesa Welch Story, qui est diffusé sur la chaîne BET. Elle continue l’année en portant le casting de trois téléfilms : Twisted House Sitter 2, Sworn Justice: Taken Before Christmas et A Christmas Intern. 
Le 2 février 2024, elle est à l’affiche du film Bosco, ayant pour vedettes Thomas Jane et Tyrese Gibson. Elle est présente dans la comédie Not An Another Church Movie, aux côtés de Mickey Rourke, Jamie Foxx et Tisha Campbell Martin. Elle poursuit dans le drame indépendant Finding Faith. Elle intègre le film The Lost Holliday, ayant pour vedette et réalisateur Jussie Smollett, qui sort le 14 Juin. Le 13 Septembre 2024, elle est également au casting du drame Every Day. Le 1er décembre 2024, elle est à côté de Jackée Harry dans le téléfilm de Noël Make or Bake Christmas.
Le 31 Janvier 2025, elle s’illustre dans le thriller Like Father, Like Son, qui comprend également Dermot Mulroney.

### Vie personnelle
En décembre 1998, elle épouse le chanteur Christopher "Sixx-Nine" Harvest. Le couple divorce en 2002.
En 2003, elle sort avec le rappeur 50 Cent, il s'ensuit une séparation des plus houleuses, les deux ex-amants se livrent depuis une guerre par médias interposés. Le rappeur laissant entendre une animosité entre Vivica Fox et Halle Berry.
En novembre 2011, Fox et Omar "Slim" White mettent fin à leur relation dix mois après leurs fiancailles.

## Filmographie

### Cinéma
Pour une liste plus complète, se référer au site IMDb.

#### Années 1980-1990
- 1989 : Né un 4 juillet de Oliver Stone : Prostituée - VA Hospital
- 1995 : Spoof Movie de Paris Barclay : mère d'Ashtray
- 1996 : Independence Day de Roland Emmerich : Jasmine Dubrow
- 1996 : Le Prix à payer de F. Gary Gray : Francesca « Frankie » Sutton
- 1997 : Booty Call de Jeff Pollack : Lysterine
- 1997 : Batman et Robin de Joel Schumacher : Miss B. Haven
- 1997 : Soul Food de George Tillman Jr. : Maxine
- 1998 : Why Do Fools Fall in Love de Gregory Nava : Elizabeth « Mickey » Waters
- 1999 : La Main qui tue de Rodman Flender : Debi LeCure
- 1999 : Mrs. Tingle de Kevin Williamson : Miss Gold

#### Années 2000
- 2001 : Un gentleman en cavale de George Gallo : Shari
- 2001 : Kingdom Come de Doug McHenry : Lucille
- 2001 : Two Can Play That Game de Mark Brown : Shante Smith
- 2001 : La Gardienne des secrets de Blair Treu : Pauline
- 2002 : Juwanna Mann de Jesse Vaughan : Michelle Langford
- 2002 : Boat Trip de Mort Nathan : Felicia
- 2003 : RAP Connection de Craig Ross Jr. : Lisa (productrice)
- 2003 : Kill Bill : Volume 1 de Quentin Tarantino : Vernita Green
- 2004 : Motives de Craig Ross Jr. : Constance Simms (productrice)
- 2004 : Ella au pays enchanté de Tommy O'Haver : Lucinda
- 2004 : Kill Bill : Volume 2 de Quentin Tarantino : Vernita Green (caméo)
- 2004 : Blast d'Anthony Hickox : Agent Reed
- 2005 : The Salon de Mark Brown : Jenny (productrice)
- 2006 : The Hard Corps de Sheldon Lettich : Tamara
- 2006 : Citizen Duane de Michael Mabbott : Miss Houston
- 2007 : Kickin' It Old Skool de Harvey Glazer : Roxanna Jackson
- 2007 : Manipulations 2: Rétribution de Aaron Courseault : Constance Simms
- 2007 : Father of Lies de Phenomenon (réalisateur) : Barbara Robinson
- 2007 : Three Can Play That Game de Samad Davis (aka Mody Mod) : Shante Smith (productrice)
- 2008 : Unstable Fables: Tortoise vs. Hare de Howard E. Baker et Arish Fyzee : Dotty Tortoise (voix)
- 2008 : Blonde et dangereuse de Steve Miner : Sgt. Louisa Morley
- 2008 : Cover de Bill Duke : Zahara Milton
- 2008 : San Saba de Mike Greene : Kate
- 2009 : The Slammin' Salmon de Kevin Heffernan : Nutella
- 2009 : There's a Stranger in my House de Clifton Powell : la mère d'Harmonie
- 2009 : Shark City de Dan Eisen : Veronica Wolf

#### Années 2010
- 2010 : Trapped: Haitian Nights de Jean-Claude La Marre : Violet Martin
- 2010 : Junkyard Dog de Kim Bass : Samantha Deatherage
- 2010 : Miss Nobody de Abram Cox : Nan Wilder
- 2010 : Love Chronicles: Secrets Revealed de Tyler Maddox : Janet
- 2010 : The Land of the Astronauts de Carl Colpaert : Studio exécutive
- 2011 : Black Gold de Jeta Amata : Jackie
- 2011 : Hollywood & Wine de Matt Berman et Kevin P. Farley : Jackie Johnson
- 2011 : A Holiday Heist de Christie Will : Dean Erma
- 2011 : Lord, All Men Can't Be Dogs de T.J Hemphill : Lisa
- 2011 : Cheaper to Keep Her de Je'Caryous Johnson : Morgan Mays
- 2011 : Searching for Angels de Nadeem Soumah : Infirmière Carter
- 2011 : 1 Out of 7 de York Alec Shackleton : Devon
- 2012 : Black November de Jeta Amata : Angela
- 2012 : In the Hive de Robert Townsend : Billie
- 2012 : Solid State de Stefano Milla : Agent Fox
- 2013 : Home Run de David Boyd : Helene
- 2013 : The Pastor and Mrs. Jones de Jean-Claude La Marre : Mrs. Jones
- 2013 : Queen City de Peter McGennis : Lady Midnight
- 2013 : Caught on Tape de Sticky Fingaz : Nadine
- 2013 : Line of Duty de Bryan Ramirez : Agent Montelongo
- 2013 : It's Not You, It's Me de Nathan Ives : Gina
- 2013 : The Power of Love de Tyler Maddox : PJ Payton
- 2013 : A Christmas Wedding de Tyler Maddox : Sharon Douglas
- 2013 : So This Is Christmas de Richard Foster : Sharon
- 2014 : Mercenaries de Christopher Ray : Donna « Raven » Ravena
- 2014 : 30 Days in Atlanta de Robert Peters : La femme de Wilson
- 2015 : Cool Cat Saves the Kids de Derek Savage : Vivica
- 2015 : Chocolate City de Jean-Claude La Marre : Katherine McCoy
- 2015 : Terms & Conditions de Anoop Rangi : la cible
- 2015 : 6 Ways to Die de Nadeem Soumah : Veronica Smith
- 2015 : 4Got10 de Timothy Woodward Jr. : Imani Cole
- 2015 : Les chaussures magiques (Golden Shoes) de Lance Kawas : Mary
- 2015 : Carter High de Arthur Muhammad : Mrs. James
- 2016 : Independence Day: Resurgence de Roland Emmerich : Jasmine Hiller
- 2016 : Gibby, un amour de singe de Phil Gorn : la directrice
- 2017 : Illicit de Corey Grant : Linda Steele
- 2017 : Chocolate City : Vegas Strip de Jean Claude La Marre: Katarine McCoy
- 2017 : Fat Camp de Jennifer Arnold : Barb
- 2017 : American Girls 6 : Confrontation mondiale de Robert Adetuyi : Cheer Goddess
- 2017 : True to the Game de Preston A. Whitmore II : Shoog
- 2017 : I Do, I Do de Tony Glazer et Matthew Greene : Janice Dunn
- 2017 : Providence Island de Roger M. Bobb : Grandma
- 2017 : Jason's Letter de Terrance Tykeem :  Sammi Brooks
- 2017 : Garlic & Gunpowder de B. Harrison Smith : Maire Brown
- 2018 : The Sky Princess de Dara Harper : Moon Queen (Voix)
- 2018 : Humble Pie de Tyler Maddox : Christine Robinsom
- 2018 : Caretakers de Elias Talbot : Dr. Sherry Cooper
- 2018 : Mr. Malevolent (American Nightmares) de Rusty Cundieff et Darin Scott : Chris
- 2018 : Cool Cat the Kids Superhero de Derek Savage : Vivica
- 2019 : Crossbreed de Brandon Slagle : Présidente Ellen Henricksen
- 2019 : Fire and Rain de Phillip Penza : Casey

#### Années 2020
- 2020 : Arkansas de Clark Duke : Her
- 2020 : L'amour au bout de la route de Nico Raineau : Cindy
- 2020 : True To The Game 2 de Clark Duke : Shoog
- 2020 : Drive Or Die de Ant Horasanli : Detective Reid
- 2020 : A Beautiful Distraction de Marcus Slabine et Deborah Twiss : Claire
- 2021 : Secret Society de Jamal Hill : Claire
- 2021 : Aquarium of the Dead de Glenn Miller : Eddie 'Clu' Cluwirth
- 2021 : True To The Game 3 de David Wolfgang : Shoog
- 2022 : Cool Cat Saves The Kids de Derek Savage : Vivica
- 2022 : Due Season de Cecil Chambers : Gwen Waters
- 2022 : Cool Cat Saves The Kids de Derek Savage : Vivica
- 2022 : Secret Society 2 : Never Enough de Jamal Hill : Celess’Mom
- 2022 : A Marriage Made In Heaven de Robert Krantz : Patty Jensen
- 2022 : Bocatt Moretti de Robn Margolies : Joanne Wallis
- 2022 : Twisted Vines de Jihane Mrad Balaa : Sheryl Wright
- 2022 : Secret Society 3 : Til Death de Jamal Hill : Joseph’Mom
- 2023 : Secret Society 2 : Never Enough de Jamal Hill : Celess’Mom
- 2024 : Bosco de Nicholas Manuel Pino : Willa
- 2024 : Finding Faith de Ellis Black : Samantha
- 2024 : The Lost Holliday de Jussie Smollett : Cassandra Marshall
- 2024 : Every Day de Tara Alexandra Brown et Vin Chandra : Morgan
- 2025 : Like Father, Like Son de Barry Jay : Louise

### Télévision
Pour une liste plus complète, se référer au site IMDb.

#### Séries télévisées
- 1988 : China Beach : Toffee Candette (saison 2, épisodes 1 et 2)
- 1988 : Des jours et des vies (Days of our Lives) : Carmen Silva
- 1989 : Madame est servie (Who's the Boss ?) : Emily Franklin (saison 5, épisode 19)
- 1989 - 1990 : Générations : Maya Reubens (saison 1, épisodes 4 et 32)
- 1991 : Le Prince de Bel-Air (The Fresh Prince of Bel-Air): Janet (saison 1, épisode 19)
- 1991 : Beverly Hills 90210 : Sherice Ashe (saison 2, épisode 9)
- 1992 : La Vie de famille (Family Matters) : Halawna (saison 3, épisode 15)
- 1992 - 1993 : Out All Night : _Charisse Chamberlain (19 épisodes - rôle principal)
- 1993 : Matlock : Une patiente (saison 7, épisode 11)
- 1995 : Martin : Patrice (saison 3, épisode 17)
- 1995 : The Watcher (en) : Elizabeth
- 1995 : Les Feux de l'Amour (The Young & the Restless) : Stéphanie Simmons (19 épisodes - rôle récurrent)
- 1996 : Living Single : Tina (saison 4, épisode 9)
- 1996 : Le Livre de la jungle, souvenirs d'enfance : Lima (voix, saison 1, épisode 9)
- 1997 : Arsenio : Vicki Atwood (6 épisodes - rôle récurrent)
- 1998 : Getting Personal : Robyn Buckley (17 épisodes - rôle principal et productrice)
- 1999 : Cosby : Anita (saison 3, épisode 25)
- 1999 : The Wonderful World of Disney : Sara Anderson (saison 2, épisode 14)
- 1999 : The Hughleys : Regina (saison 1, épisodes 18 et 19 et saison 2, épisode 2)
- 2000 : City of Angels : Dr. Lillian Price (saison 1, 13 épisodes - rôle principal)
- 2001 : Cool Attitude : Margaret (Voix, saison 1, épisode 11)
- 2002 : Ma famille d'abord : Kelly Kyle (saison 3, épisode 9)
- 2002- 2003 : Ozzy et Drix : Ellen Patella (Voix, 6 épisodes)
- 2003 : La Treizième Dimension : Adelaide Tyler (saison 1, épisode 33)
- 2003 : Tremors : Delores (saison 1, épisode 11)
- 2003 : Les Parker : Claire (saison 5, épisode 7)
- 2003 - 2006 : Missing : Disparus sans laisser de trace (1-800 Missing) : Agent du FBI Nicole Scott (37 épisodes - rôle principal co productrice executive des 37 épisodes)
- 2004 : Alias : Toni Cummings (saison 3, épisodes 13 et 21)
- 2005 : Les Loonatics : Black Velvet (Voix, saison 1, épisode 3)
- 2006 : All of Us : Beverly Hunter (saison 3, épisodes 20 et 21)
- 2007 - 2009 : Larry et son nombril : Loretta Black (11 épisodes - rôle récurrent)
- 2008 : Little Britain USA : La première dame (saison 1, épisode 2)
- 2008 : New York, police judiciaire : Kate Tenny (saison 19, épisode 6)
- 2008 : Glam God with Vivica A. Fox (émission de téléréalité) : elle-même (productrice des 8 épisodes)
- 2009 : Da Kink In My Hair : Karen (saison 2, épisode 13)
- 2009 : Pour le meilleur et le pire : Sarah (saison 3, épisode 8 et saison 4, épisode 5)
- 2009 - 2010 : True Jackson : Mme Jackson (saison 2, épisode 11)
- 2010 - 2013 : Scooby-Doo : Mystères associés (Scooby-Doo! Mystery Incorporated) : Cassidy Williams / Angel Dynamite (voix, 20 épisodes)
- 2010 : Drop Dead Diva : Maria Ellis (saison 2, épisode 3)
- 2011 : Melissa and Joey : Tasha (saison 1, épisode 17)
- 2012 : Raising Hope : Sara Louise (saison 2, épisode 19)
- 2012 : Femmes Fatales : Dean Vera Rutledge (saison 2, épisode 4)
- 2012 - 2013 : Mr. Box Office : Casandra Washington (24 épisodes - rôle principal)
- 2015 : Princesse Sofia : Carol (voix, saison 2, épisode 17)
- 2015 - 2016 : Mann and Wife : Michelle Mann (saison 1, épisodes 4 et 10, saison 2, épisodes 5 et 10)
- 2015 - 2020 : Empire : Candace Holloway (rôle récurrent - 23 épisodes)
- 2016 : Mr. Pickles : Poison (voix, saison 2, épisode 3)
- 2017 : Vivica’s Black Magic (émission de téléréalité) : elle-même
- 2017 : 50 Central : L'ex petite amie de Curtis (1 épisode)
- 2018 - 2019 : The Bay : Dr. Angela Foster (4 épisodes)

#### Téléfilms
- 1995 : Pilotes de choix de Robert Markowitz : Charlene
- 1997 : Solomon de Roger Young : La Reine de Saba
- 2000 : Hendrix de Leon Ichaso : Faye Pridgeon
- 2003 : Kim Possible : La Clé du temps de Steve Loter : Monique du futur (Voix)
- 2006 : Getting Played de David Silberg : Andrea Collins (productrice)
- 2011 : L'arbre des vœux (Farewell Mr. Kringle) de Kevin Connor : Zoé Marsden
- 2011 : Mademoiselle Noël (Annie Claus is Coming to Town) de Kevin Connor: Lucy
- 2013 : Scooby-Doo et le Fantôme de l'Opéra (Scooby-Doo! Stage Fright)  de Victor Cook : Lotte Lavoie (voix)
- 2014 : Sharknado 2 de Anthony C. Ferrante : Skye
- 2014 : Whatever She Wants de Je'Caryous Johnson : Vivian Wolf
- 2014 : Mon George à Moi (Looking for Mr. Right) de Kevin Connor : Della Hendershot
- 2015 : Blaq Gold de Marcello Nine : Maire Morgan Hardaway (productrice executive)
- 2015 : A Royal Family Holiday de Lance Kawas : Mona Levi
- 2015 : Royal Family Christmas de Lance Kawas : Mona Levi
- 2016 : Mon dangereux colocataire (The Wrong Roommate) de David DeCoteau : Détective Valdez
- 2016 : Le meurtre en héritage (The Wrong Child) de David DeCoteau : Renee (productrice)
- 2016 : Un été à New York (Summer in the City) de Vic Sarin : Alyssa
- 2016 : Un mari en cadeau de Noël (A Husband for Christmas) de David DeCoteau : Brooke Harris (productrice)
- 2017 : L'obsession d'une étudiante (The Wrong Student) de David DeCoteau : Gibson (productrice)
- 2017 : Une étudiante en sursis (The Wrong Crush) de David DeCoteau : Gwen (productrice)
- 2017 : Bobbi Kristina de Ty Hodges : Pat Houston
- 2017 : Une croisière pour Noël (A Christmas Cruise) de David DeCoteau : Pam Stevenson (productrice)
- 2017 : Un dangereux héritage (The Wrong Man) de David DeCoteau : Jen Bennington (productrice)
- 2018 : Sharknado 6 (Sharknado 6: The last sharknado, it's about time) d'Anthony C. Ferrante : Skye
- 2018 : Un Noël à croquer (Christmas With a View) de Justin G. Dyck : Lydia
- 2018 : Marions-nous à Noël ! (A Wedding for Christmas) de Fred Olen Ray : Ms. Reynolds (productrice)
- 2018 : Croisière pour l'enfer (The Wrong Cruise) de David DeCoteau : Claire Tanner (productrice)
- 2018 : The Wrong Friend de David DeCoteau : Principal Atkins (productrice)
- 2018 : A Beautiful Distraction de Marcus Slabine et Deborah Twiss : Claire
- 2018 : Liaison interdite avec mon étudiant (The Wrong Teacher) de David DeCoteau : Lydia Burns (productrice)
- 2019 : Effroyable belle-mère (The Wrong Stepmother) de David DeCoteau : Ms. Price (productrice)
- 2019 : L'assassin qui a séduit ma fille (The Wrong Boy Next Door) de David DeCoteau : Détective Debbie Harper (productrice)
- 2019 : La jalousie dans la peau (The Wrong Mommy) de David DeCoteau : Samantha (productrice)
- 2019 : Un cours très particulier (The Wrong Tutor) de David DeCoteau : Carol (productrice)
- 2019 : Ma fille, sous l'emprise de son petit-ami (The Wrong Cheerleader) de David DeCoteau : Coach Flynn (productrice)
- 2019 : Trouver l’amour à Noël (Christmas Matchmakers) de David DeCoteau : Kate Hopkins (productrice)
- 2019 : A Second Chance for Christmas de Christopher Ray : Death
- 2020 : Prête à tout pour qu'il m'appartienne (The Wrong Housesitter) de David DeCoteau : Debbie (productrice)
- 2020 : Ne dites rien à ma fiancé... (The Wrong Wedding Planner) de David DeCoteau : Détective Jones (productrice)
- 2020 : Une famille à tout prix ! (The Wrong Stepfather) de David DeCoteau : Principale Higgins (productrice)
- 2020 : Ado à coacher, père à séduire (The Wrong Cheerleader Coach) de David DeCoteau : Coach Burke (productrice)
- 2020 : Joy & Hope de Candice T. Cain : Amanda Parkington
- 2020 : Christmas Together de David DeCoteau : Deb
- 2020 : A Christmas for Mary de David DeCoteau : Vivian (productrice)

- 2021 : Une meurtrière dans l'équipe (The Wrong Cheer Captain) de David DeCoteau : Coach Burke (productrice)
- 2021 : Épiée dans ma maison (The Wrong Real Estate Agent) de David DeCoteau : Julie (productrice)
- 2021 : Brisée par mon ex (The Wrong Fiancé) de David DeCoteau : Charlotte (productrice)
- 2021 : L'escroc qui m'a séduite (The Wrong Mr. Right) de David DeCoteau : Sandra
- 2021 : The Wrong Prince Charming de David DeCoteau : Bridget (productrice)
- 2021 : L'incroyable Famille Jones (The Wrong Valentine) de David DeCoteau : Mme Connely (productrice)
- 2021 : The Christmas Thief de Danny Salles : Robin
- 2022 : Amoureuse d'un meurtrier (The Wrong Blind Date) de David DeCoteau : Beth (productrice)
- 2022 : Un ex toxique (The Wrong High School Sweetheart) de David DeCoteau : Dee Kreesley
- 2022 : Harmony in Paradise de Kaila York : Madelyn
- 2022 : A Cozy Christmas Inn de Peter Sullivan : Sharon
- 2022 : Dognapped: Hound for the Holidays de Fred Olen Ray : DD Ward
- 2022 : Méchamment star 2 (A New Diva’s Christmas Carol) de Rusty Cundieff : Bastia
- 2023 : La vengeance d'une mythomane (Twisted House Sitter 2) de Courtney Miller : Pamela
- 2023 : Sworn Justice: Taken Before Christmas de Nicolas G. Leier : Laila Porter
- 2023 : A Christmas Intern de David DeCoteau : Charlotte
- 2024 : The Wrong Life Coach de David DeCoteau : Tara Gerrity (productrice)
- 2024 : Make or Bake Christmas de David DeCoteau : Leslie
- 2025 : The Wrong Obsession de David DeCoteau : Sabrina
- 2025 : The Wrong Marriage de David DeCoteau : Kim

### Clips
- 1984 : Meeting in the Ladies Room de Klymaxx
- 1985 : Glow de Rick James
- 1989 : Perpetrators de Randy & the Gypsys
- 1991 : Strictly Business de LL Cool J
- 1993 : Papa'z Song de 2Pac
- 1994 : Honey d'Aretha Franklin
- 1996 : You're Makin' Me High de Toni Braxton
- 1997 : Been Around the World de Puff Daddy & the Family
- 2000 : As We Lay de Kelly Price
- 2003 : Girlfriend de B2K
- 2010 : Do You Think About Me de 50 Cent
- 2013 : Age Ain't A Factor de Jaheim
- 2023 : Kill Bill de SZA

### Jeux vidéo
- 2012 : Hitman: Absolution : Head Nun (The Saints) (voix)

## Distinctions

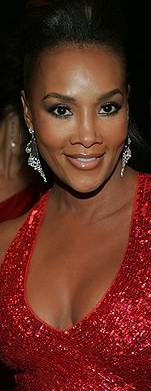
Vivica A. Fox, dans les coulisses du The Heart Truth Fashion Show 2009.

Sauf indication contraire ou complémentaire, les informations mentionnées dans cette section proviennent de la base de données IMDb.

### Récompenses
- SciFi-Universe Magazine 1996 : Universe Reader's Chocie Award de la meilleure actrice dans un second rôle pour Independence Day
- MTV Movie & TV Awards 1997 : Meilleur baiser pour Independence Day, prix partagé avec Will Smith
- Acapulco Black Film Festival 1998 : Black Film Award de la meilleure actrice pour Soul Food
- NAACP Image Awards 2006 : Meilleure actrice dans une série télévisée dramatique pour Missing : Disparus sans laisser de trace
- LA Femme International Film Festival 2008 : Image Award (récompense d'honneur pour l'ensemble de sa carrière)
- CinemaCon 2016 : CinemaCon Award de la meilleure distribution pour Independence Day: Resurgence

### Nominations
- MTV Movie & TV Awards 1997 : Meilleure révélation pour Independence Day
- Saturn Awards 1997 : Meilleure actrice dans un second rôle pour Independence Day
- MTV Movie & TV Awards 1998 : Meilleure actrice pour Soul Food
- NAACP Image Awards 1998 : Meilleure actrice pour Soul Food
- NAACP Image Awards 1999 : Meilleure actrice dans une série télévisée comique pour Getting Personal
- BET Awards 2002 :
  - Meilleure actrice pour Boat Trip
  - Meilleure actrice pour Kingdom Come
  - Meilleure actrice pour Two Can Play That Game
- Black Reel Awards 2002 : Meilleure actrice dans un film pour Two Can Play That Game
- NAACP Image Awards 2002 :
  - Meilleure actrice pour Two Can Play That Game
  - Meilleure actrice dans un second rôle pour We Are Family (Kingdom Come)
- Awards Circuit Community Awards 2003 : Meilleure distribution pour Kill Bill: Vol. 1
- NAACP Image Awards 2003 : Meilleure actrice pour Juwanna Mann
- BET Awards 2004 : Meilleure actrice pour Kill Bill: Vol. 1
- Black Reel Awards 2004 : Meilleure actrice dans un second rôle pour Kill Bill: Vol. 1
- Black Reel Awards 2005 : Meilleure film indépendant pour Motives
- NAACP Image Awards 2005 : Meilleure actrice dans une série télévisée dramatique pour Missing : Disparus sans laisser de trace
- NAACP Image Awards 2008 : Meilleure actrice dans un second rôle dans une série télévisée dramatique pour Larry et son nombril
- Behind the Voice Actors Awards 2013 : Meilleure performance vocal d'ensemble dans une série télévisée comique ou musicale pour Scooby-Doo! Mystery Incorporated

## Voix francophones
En France, Pascale Vital est la voix régulière de Vivica A. Fox. Géraldine Asselin et Annie Milon l'ont doublée à quatre et trois reprises.